# Museo della civiltà contadina del Friuli imperiale
Il Museo della civiltà contadina del Friuli imperiale è un museo privato situato ad Aiello del Friuli in provincia di Udine, di proprietà della famiglia Formentini. 
Il museo, aperto dal 1992 e sito nel centro di Aiello del Friuli (UD), ove un tempo sorgeva l'antica Villa Teuffenbach (distrutta in seguito ad un incendio) e diventato in seguito un ambiente agricolo, è ospitato in un complesso di quattro fabbricati, di diverse epoche (secoli XVIII-XX).
La collezione, che conta più di 25.000 oggetti originali (suddivisi in cinquantadue sezioni tematiche), racconta la storia del territorio, in particolare della sua vocazione agricola e artigianale, dal 1500 fino al 1918 (anno di annessione al Regno d'Italia). La natura degli oggetti conservati, infatti, è varia, passando dai mezzi agricoli agli strumenti di uso quotidiano nella vita contadina, nonché alle creazioni artigianali e ai mestieri.
All’esterno dell’edificio principale sono dipinte alcune meridiane (Aiello è noto come il paese delle meridiane). Una riporta i versi del Purgatorio Vassene 'l tempo e l'uom non se n'avvede; un'altra recita un passo che si ispira alle Georgiche di Virgilio Beati agricolae sua si bona norint (Beati gli agricoltori se conoscono le cose buone che possiedono).